# Список птахів Тонги
Це перелік видів птахів, зафіксованих на території Тонги. Авіфауна Тонги налічує загалом 88 видів, з яких 2 є ендемічними, 5 були інтродуковані людьми. 10 видів знаходяться під загрозою зникнення.

## Позначки
Наступні теги використані для виділення деяких категорій птахів.
- (А) Випадковий — вид, який рідко або випадково трапляється в Тонзі
- (Е) Ендемічий — вид, який є ендеміком Тонги
- (Ex) Локально вимерлий — вид, який мешкав в Тонзі, однак повністю вимер.
- (I) Інтродукований — вид, завезений до Тонги як наслідок, прямих чи непрямих людських дій

## Гусеподібні(Anseriformes)
Родина: Качкові (Anatidae)

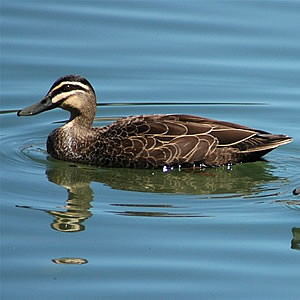
Крижень австралійський (Anas superciliosa)

- Крижень австралійський, Anas superciliosa
- Шилохвіст північний, Anas acuta (A)

## Куроподібні(Galliformes)
Родина: Великоногові (Megapodiidae)
- Великоніг полінезійський, Megapodius pritchardii (E)

Родина: Фазанові (Phasianidae)
- Курка банківська, Gallus gallus

## Голубоподібні(Columbiformes)
Родина: Голубові (Columbidae)
- Голуб сизий, Columba livia (I)
- Alopecoenas stairi

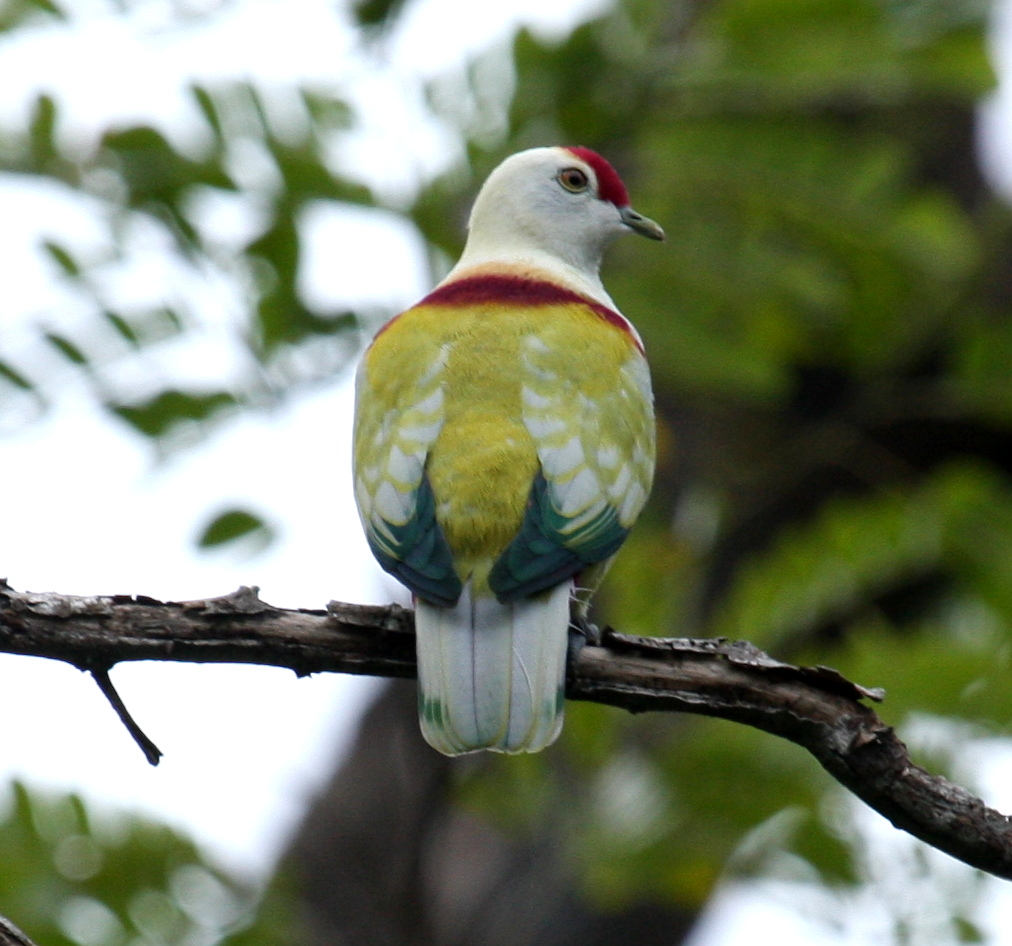
Тілопо райдужний (Ptilinopus perousii)

- Тілопо райдужний, Ptilinopus perousii
- Тілопо фіджійський, Ptilinopus porphyraceus
- Пінон тонганський, Ducula pacifica

## Зозулеподібні(Cuculiformes)
Родина: Зозулеві (Cuculidae)
- Коель новозеландський, Urodynamis taitensis

## Серпокрильцеподібні(Apodiformes)
Родина: Серпокрильцеві (Apodidae)
- Салангана світлогуза, Aerodramus spodiopygius

## Журавлеподібні(Gruiformes)
Родина: Пастушкові (Rallidae)

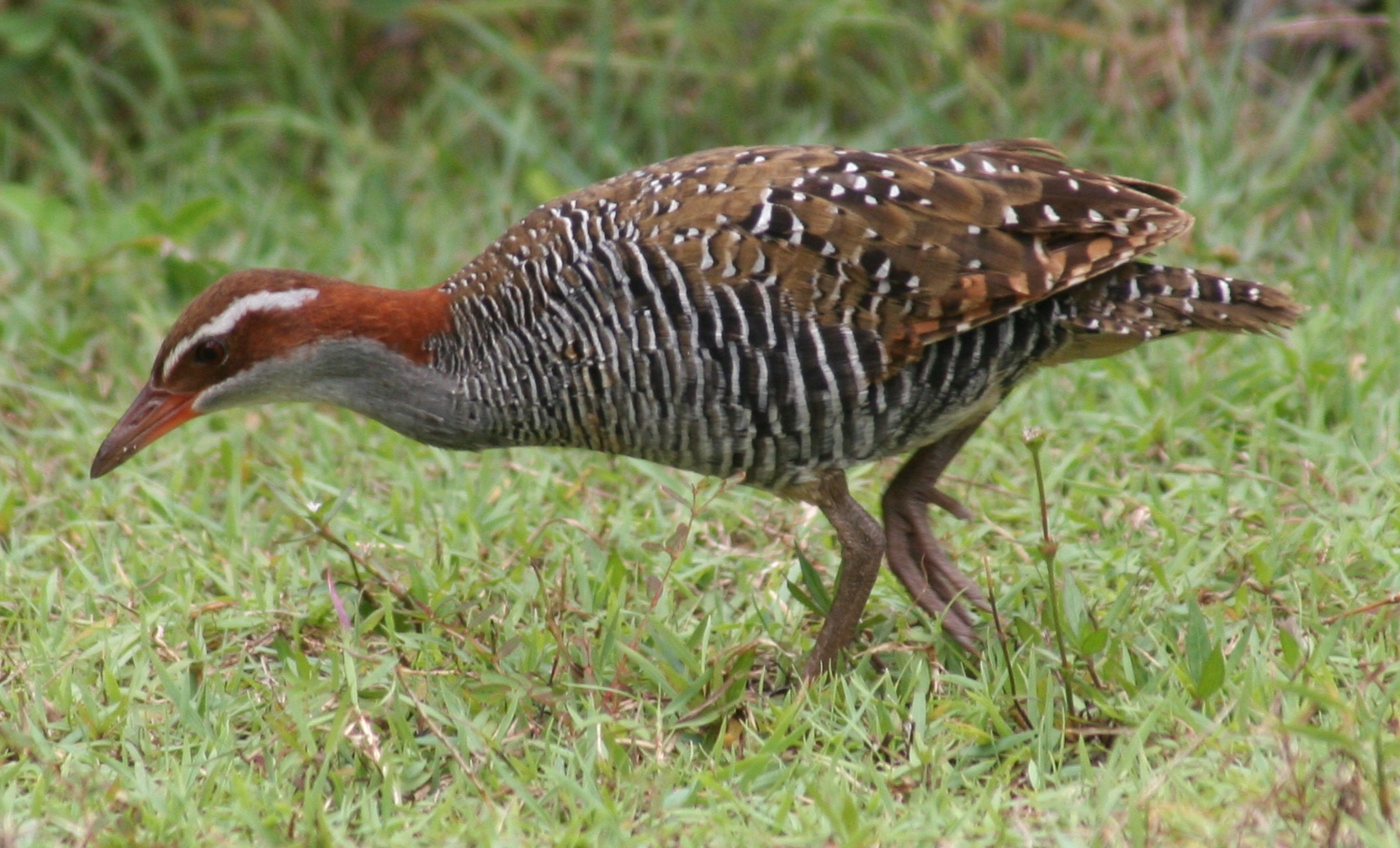
Пастушок смугастий (Gallirallus philippensis)

- Пастушок смугастий, Gallirallus philippensis
- Султанка зондська, Porphyrio indicus
- Султанка австралійська, Porphyrio melanotus
- Погонич австралійський, Zapornia tabuensis

## Сивкоподібні(Charadriiformes)
Родина: Сивкові (Charadriidae)

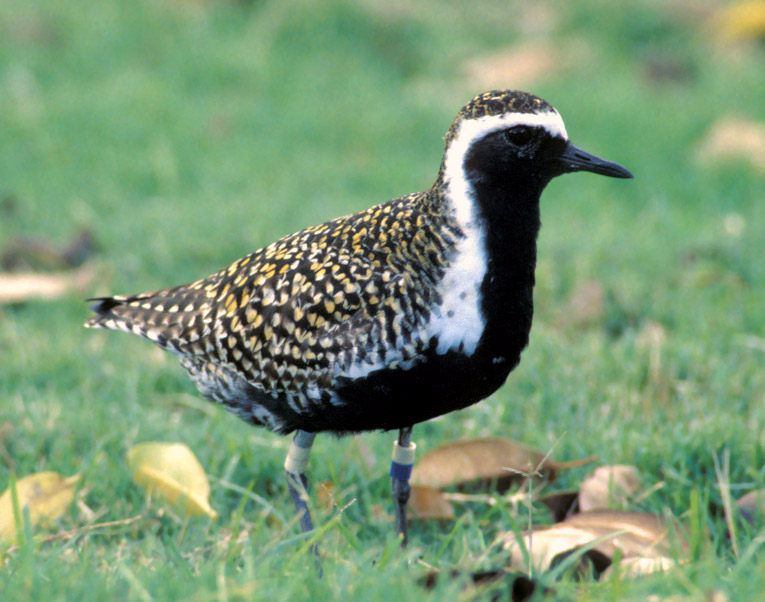
Сивка бурокрила (Pluvialis fulva)

- Сивка морська, Pluvialis squatarola (A)
- Сивка бурокрила, Pluvialis fulva

Родина: Баранцеві (Scolopacidae)

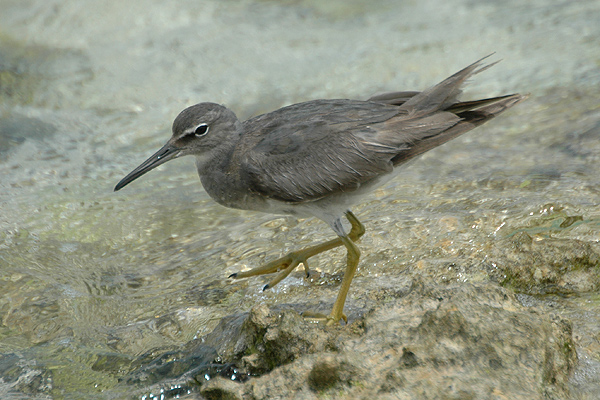
Коловодник аляскинський (Tringa incana)

- Кульон аляскинський, Numenius tahitiensis
- Грицик малий, Limosa lapponica
- Крем'яшник звичайний, Arenaria interpres
- Побережник білий, Calidris alba
- Коловодник аляскинський, Tringa incana

Родина: Поморникові (Stercorariidae)
- Поморник антарктичний, Stercorarius maccormicki (A)
- Поморник фолклендський, Stercorarius antarcticus (A)
- Поморник середній, Stercorarius pomarinus (A)
- Поморник короткохвостий, Stercorarius parasiticus (A)

Родина: Мартинові (Laridae)
- Крячок бурий, Anous stolidus
- Крячок атоловий, Anous minutus

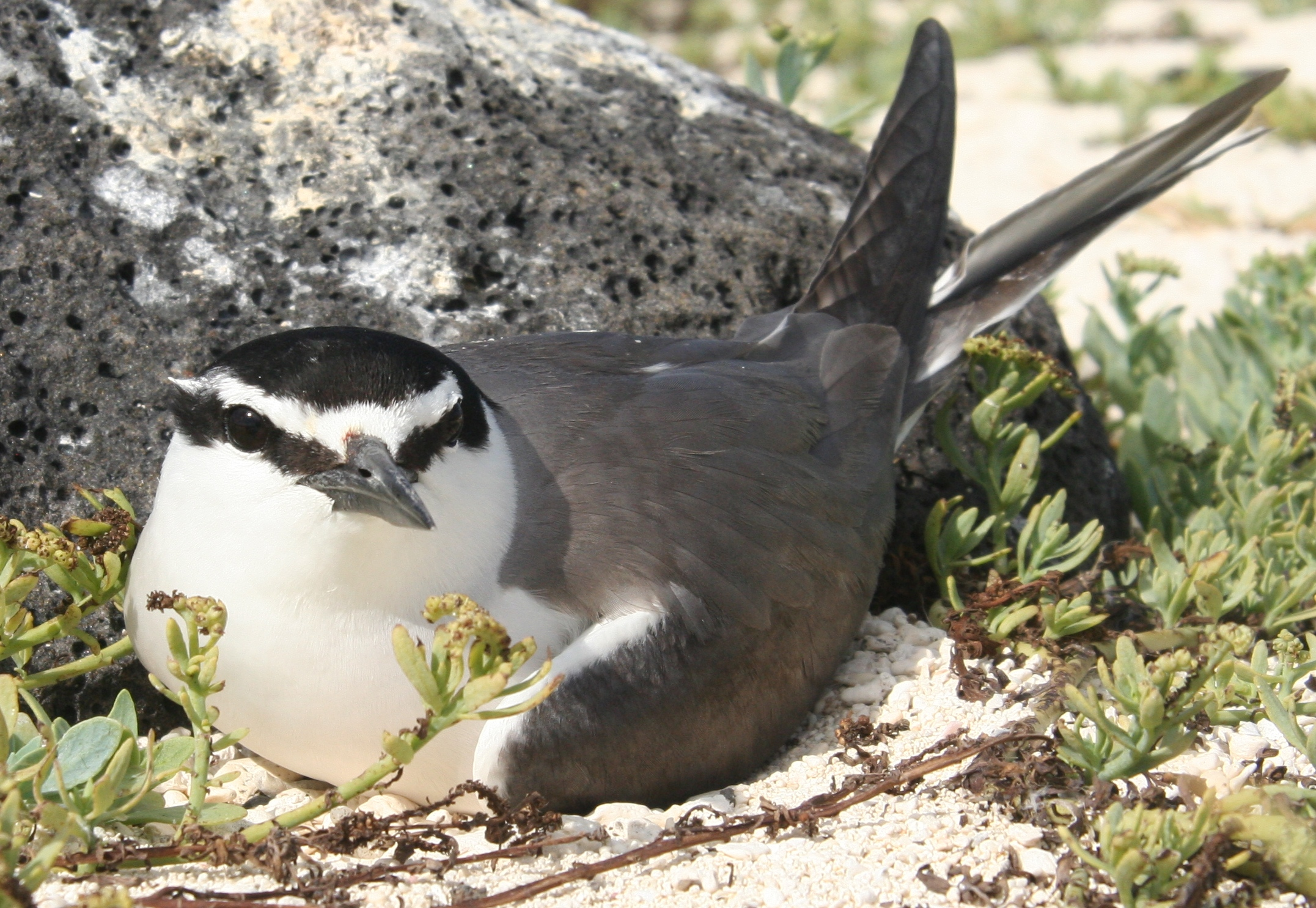
Крячок полінезійський (Onychoprion lunatus)

- Крячок сірокрилий, Anous albivitta
- Крячок сірий, Anous ceruleus
- Крячок білий, Gygis alba
- Крячок строкатий, Onychoprion fuscatus
- Крячок полінезійський, Onychoprion lunatus
- Крячок бурокрилий, Onychoprion anaethetus
- Крячок індонезійський, Sterna sumatrana
- Крячок жовтодзьобий, Thalasseus bergii

## Фаетоноподібні(Phaethontiformes)
Родина: Фаетонові (Phaethontidae)

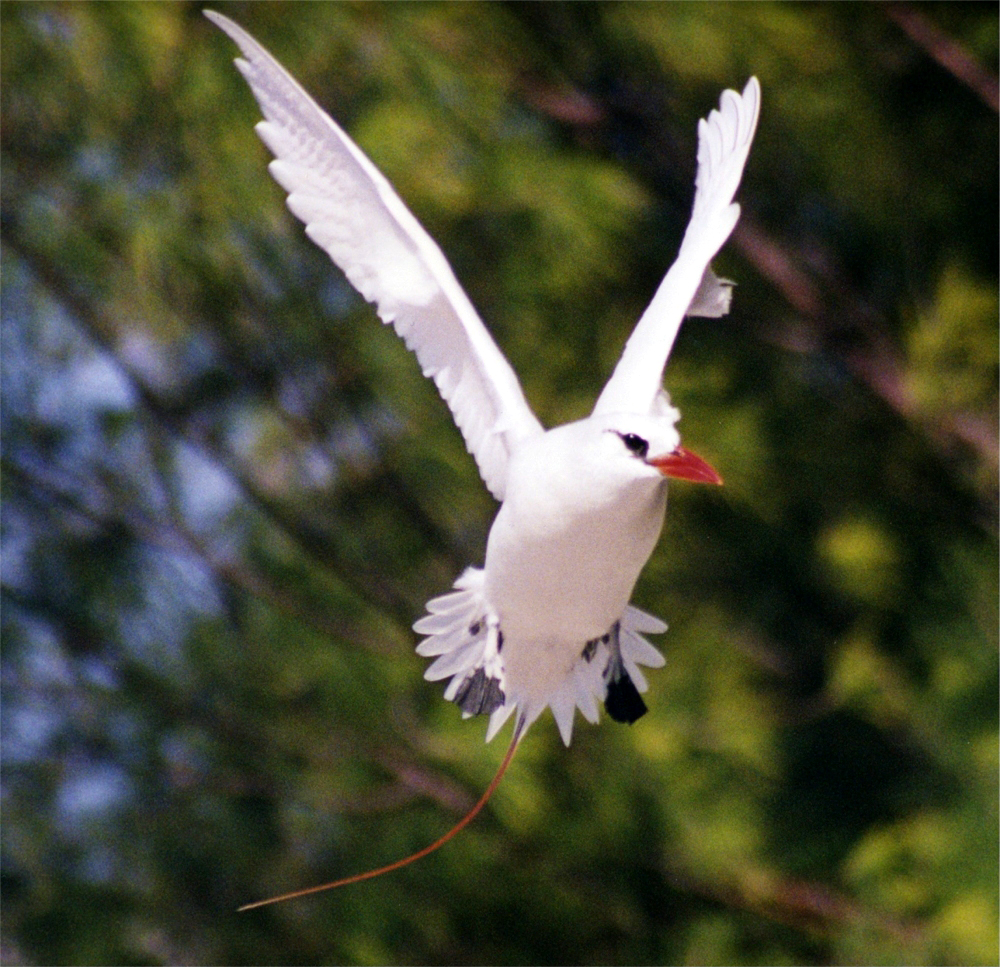
Фаетон червонохвостий (Phaethon rubricauda)

- Фаетон білохвостий, Phaethon lepturus
- Фаетон червонохвостий, Phaethon rubricauda

## Буревісникоподібні(Procellariiformes)
Родина: Альбатросові (Diomedeidae)
- Альбатрос довгохвостий, Phoebetria palpebrata (A)
- Альбатрос мандрівний, Diomedea exulans

Родина: Океанникові (Oceanitidae)
- Фрегета чорночерева, Fregetta tropica (A)
- Океанник білогорлий, Nesofregetta fuliginosa

Родина: Буревісникові (Procellariidae)

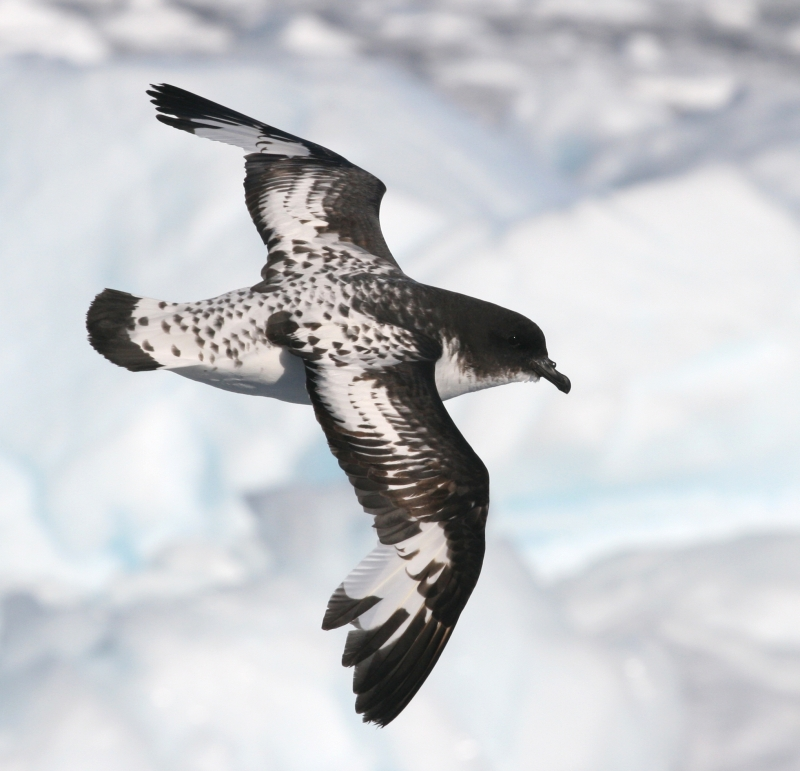
Пінтадо (Daption capense)

- Буревісник гігантський, Macronectes giganteus (A)
- Пінтадо, Daption capense
- Тайфунник північний, Pterodroma gouldi
- Тайфунник кермадецький, Pterodroma neglecta
- Тайфунник-провісник, Pterodroma heraldica
- Тайфунник Піла, Pterodroma inexpectata
- Тайфунник макаулійський, Pterodroma cervicalis
- Тайфунник австралійський, Pterodroma nigripennis
- Тайфунник Кука, Pterodroma cookii (A)
- Тайфунник білолобий, Pterodroma leucoptera (A)
- Тайфунник коротконогий, Pterodroma brevipes (A)
- Тайфунник Штейнегера, Pterodroma longirostris (A)
- Тайфунник макронезійський, Pterodroma alba (A)
- Тайфунник таїтійський, Pseudobulweria rostrata
- Буревісник клинохвостий, Ardenna pacificus
- Буревісник Бюлера, Ardenna bulleri (A)
- Буревісник сивий, Ardenna griseus
- Буревісник тонкодзьобий, Ardenna tenuirostris
- Буревісник острівний, Puffinus nativitatis (A)
- Буревісник реюньйонський, Puffinus bailloni

## Сулоподібні(Suliformes)
Родина: Фрегатові (Fregatidae)
- Фрегат-арієль, Fregata ariel
- Фрегат тихоокеанський, Fregata minor

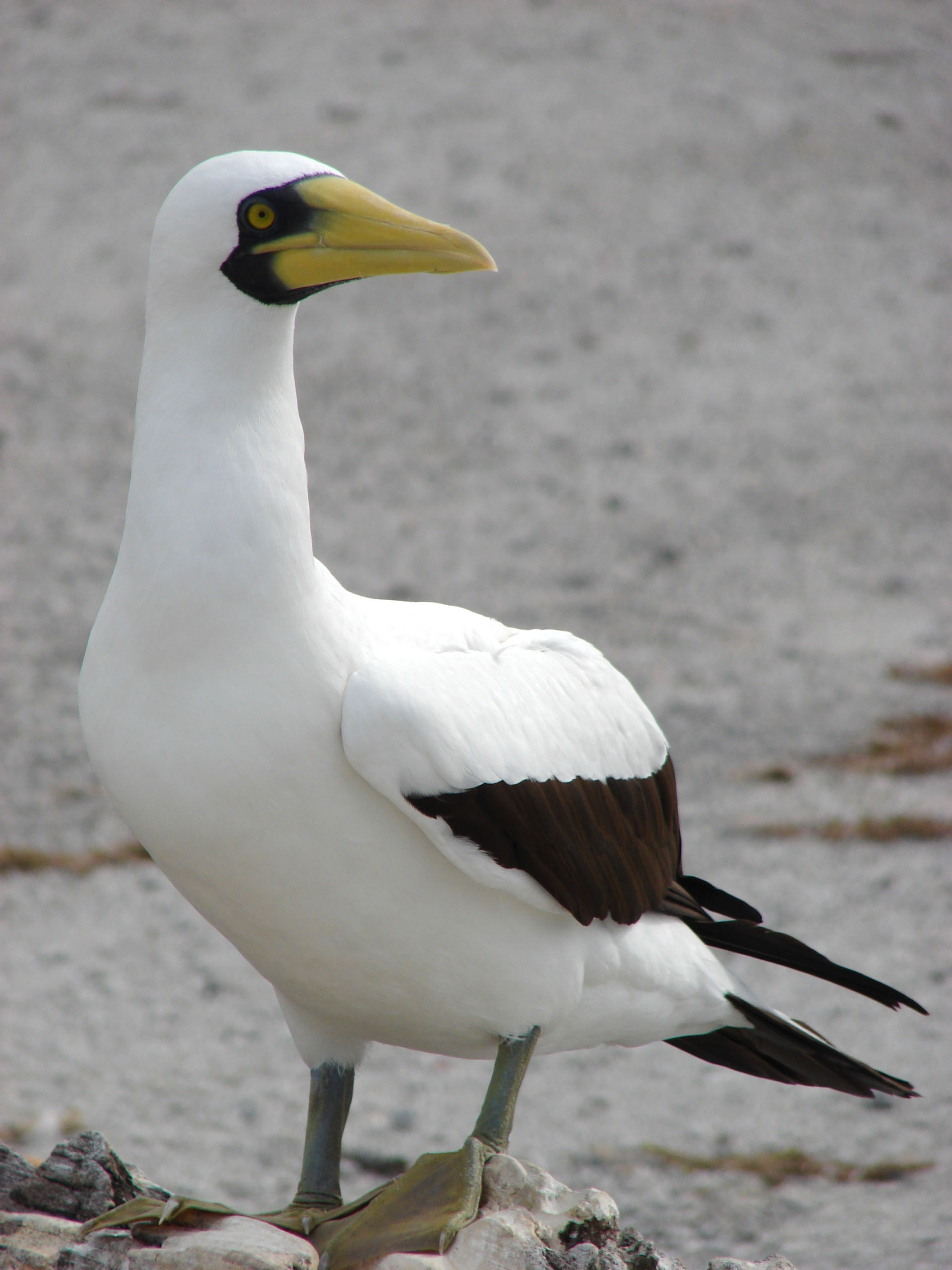
Сула жовтодзьоба (Sula dactylatra)

Родина: Сулові (Sulidae)
- Сула жовтодзьоба, Sula dactylatra
- Сула білочерева, Sula leucogaster
- Сула червононога, Sula sula

## Пеліканоподібні(Pelecaniformes)
Родина: Чаплеві (Ardeidae)
- Чепура австралійська, Egretta novaehollandiae
- Чепура тихоокеанська, Egretta sacra
- Чапля мангрова, Butorides striata (A)

## Яструбоподібні(Accipitriformes)
Родина: Яструбові (Accipitridae)
- Circus approximans

## Совоподібні(Strigiformes)
Родина: Сипухові (Tytonidae)
- Сипуха крапчаста, Tyto alba

## Сиворакшоподібні(Coraciiformes)
Родина: Рибалочкові (Alcedinidae)

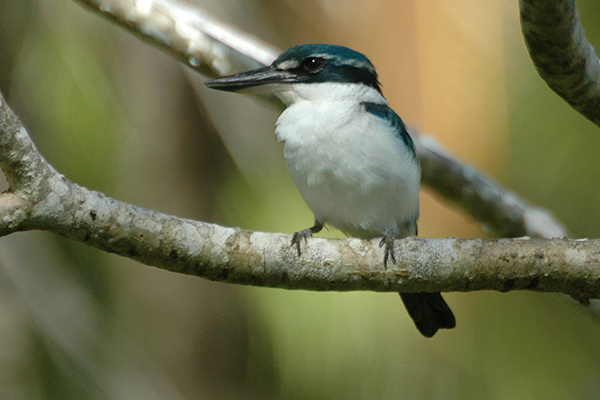
Альціон садовий (Todiramphus sacer)

- Альціон садовий, Todiramphus sacer

## Папугоподібні(Psittaciformes)
Родина: Psittaculidae

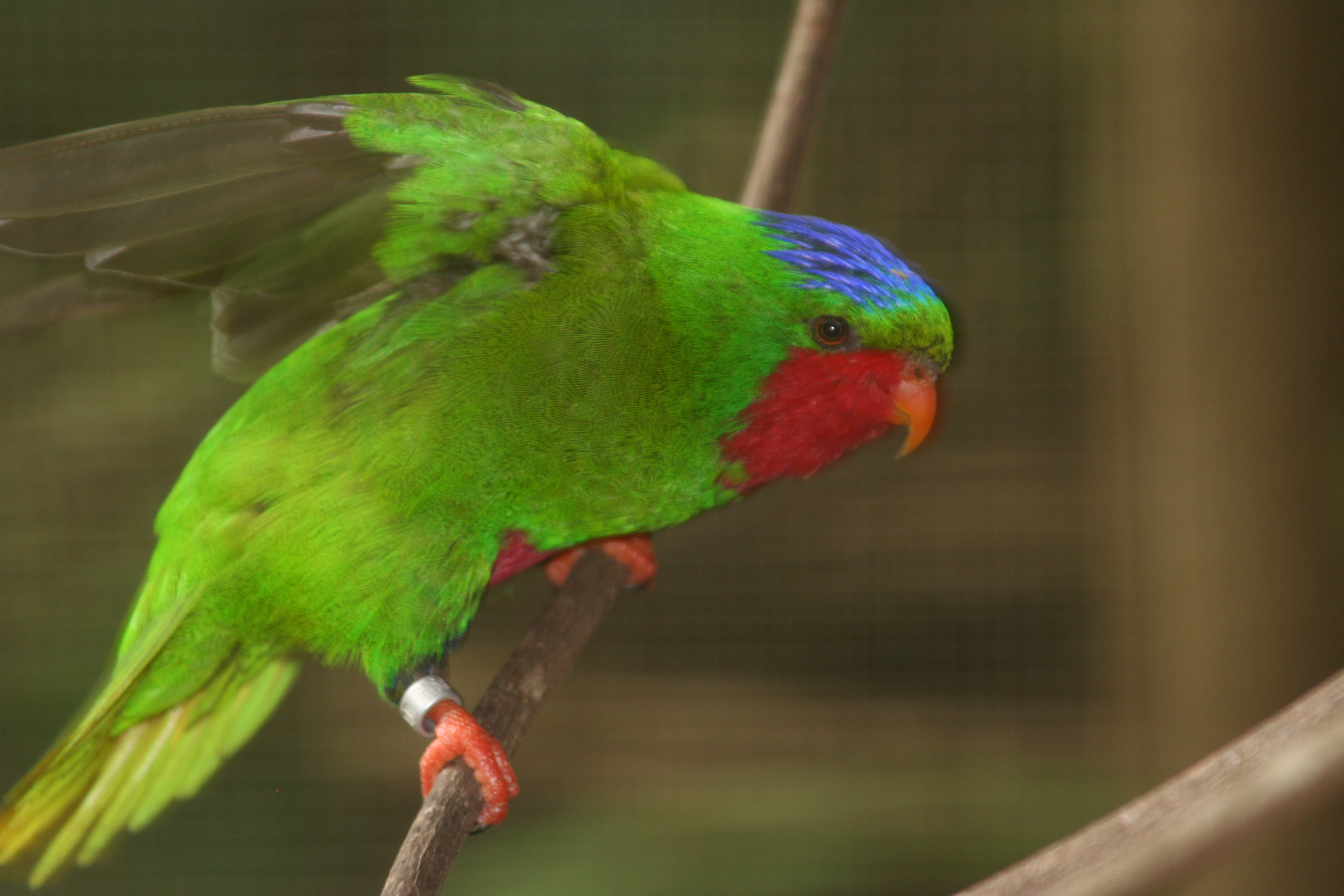
Лорі-віні синьоголовий (Vini australis)

- Папужець тонганський, Eclectus infectus (Ex)
- Prosopeia tabuensis (I)
- Лорі-віні синьоголовий, Vini australis

## Горобцеподібні(Passeriformes)
Родина: Медолюбові (Meliphagidae)

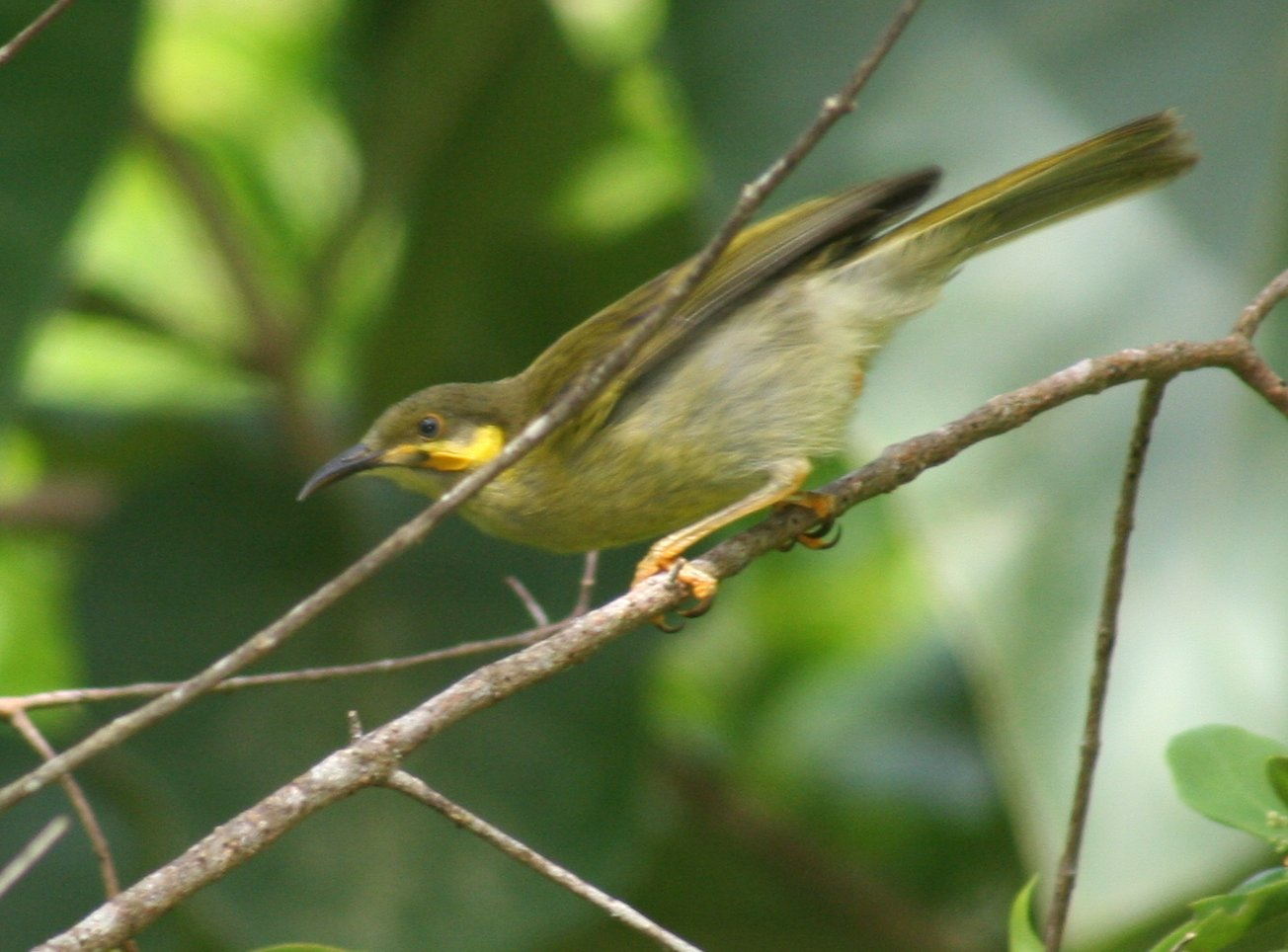
Фулегайо полінезійський (Foulehaio carunculatus)

- Фулегайо полінезійський, Foulehaio carunculatus

Родина: Личинкоїдові (Campephagidae)

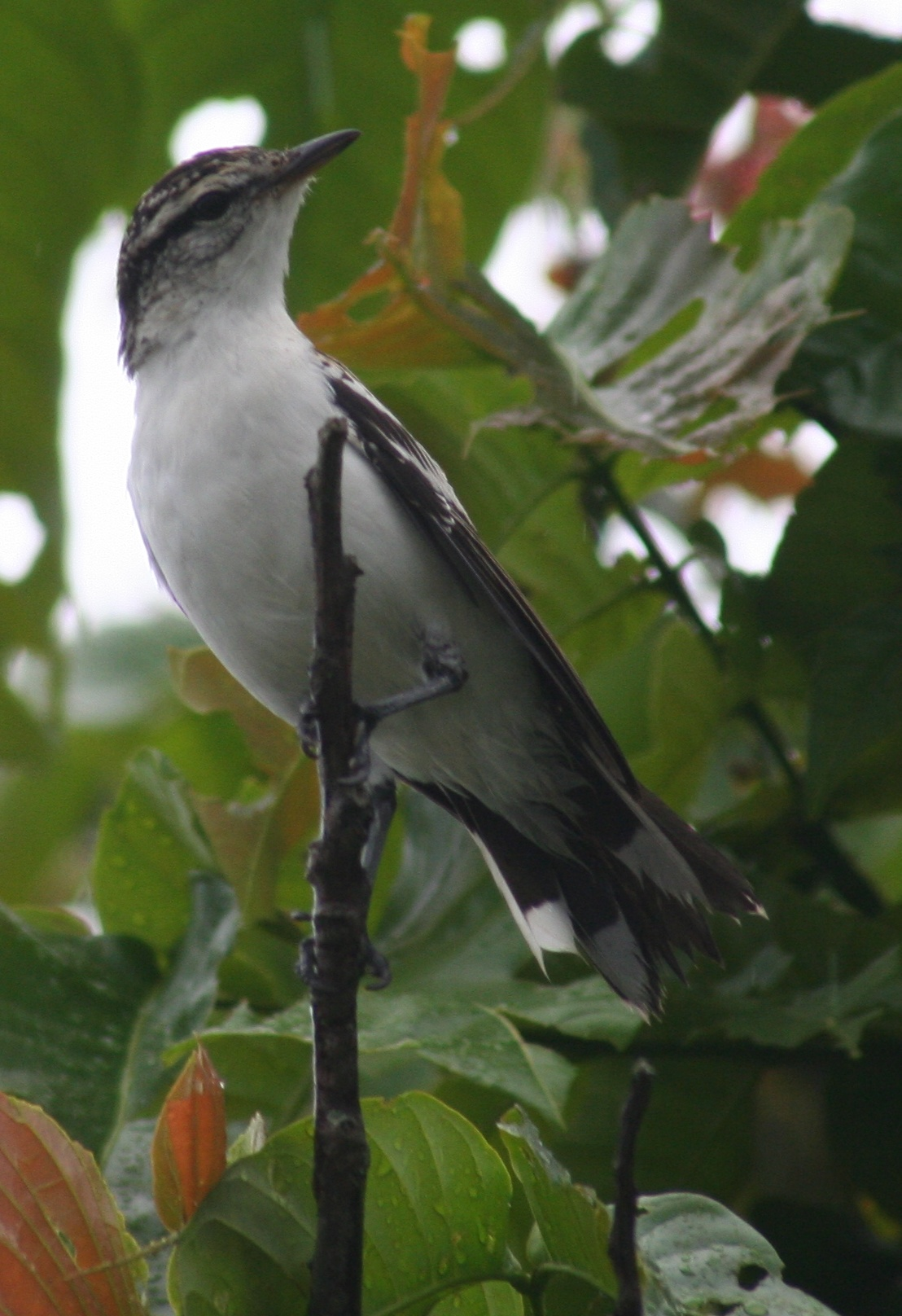
Оругеро полінезійський (Lalage maculosa)

- Оругеро полінезійський, Lalage maculosa

Родина: Свистунові (Pachycephalidae)
- Свистун жовтошиїй, Pachycephala jacquinoti (E)

Родина: Монархові (Monarchidae)
- Монарх-великодзьоб рудобокий, Clytorhynchus vitiensis

Родина: Ластівкові (Hirundinidae)
- Ластівка південноазійська, Hirundo tahitica

Родина: Бюльбюлеві (Pycnonotidae)
- Бюльбюль червоночубий, Pycnonotus cafer (I)

Родина: Шпакові (Sturnidae)

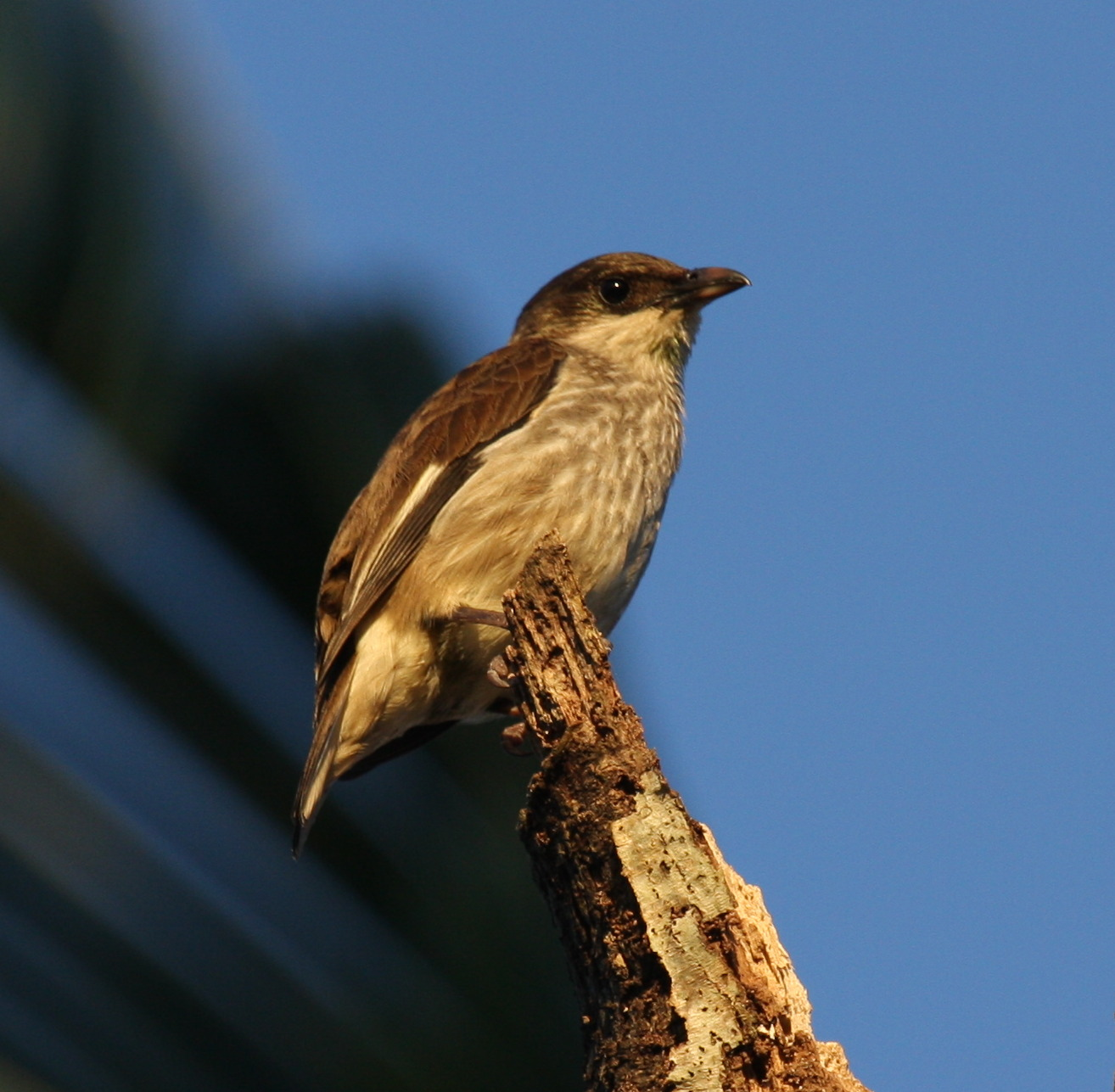
Шпак-малюк полінезійський (Aplonis tabuensis)

- Шпак-малюк полінезійський, Aplonis tabuensis
- Шпак звичайний, Sturnus vulgaris (I)
- Майна індійська, Acridotheres tristis (A)
- Майна джунглева, Acridotheres fuscus (I)